# Mosè difende le figlie di Jetro

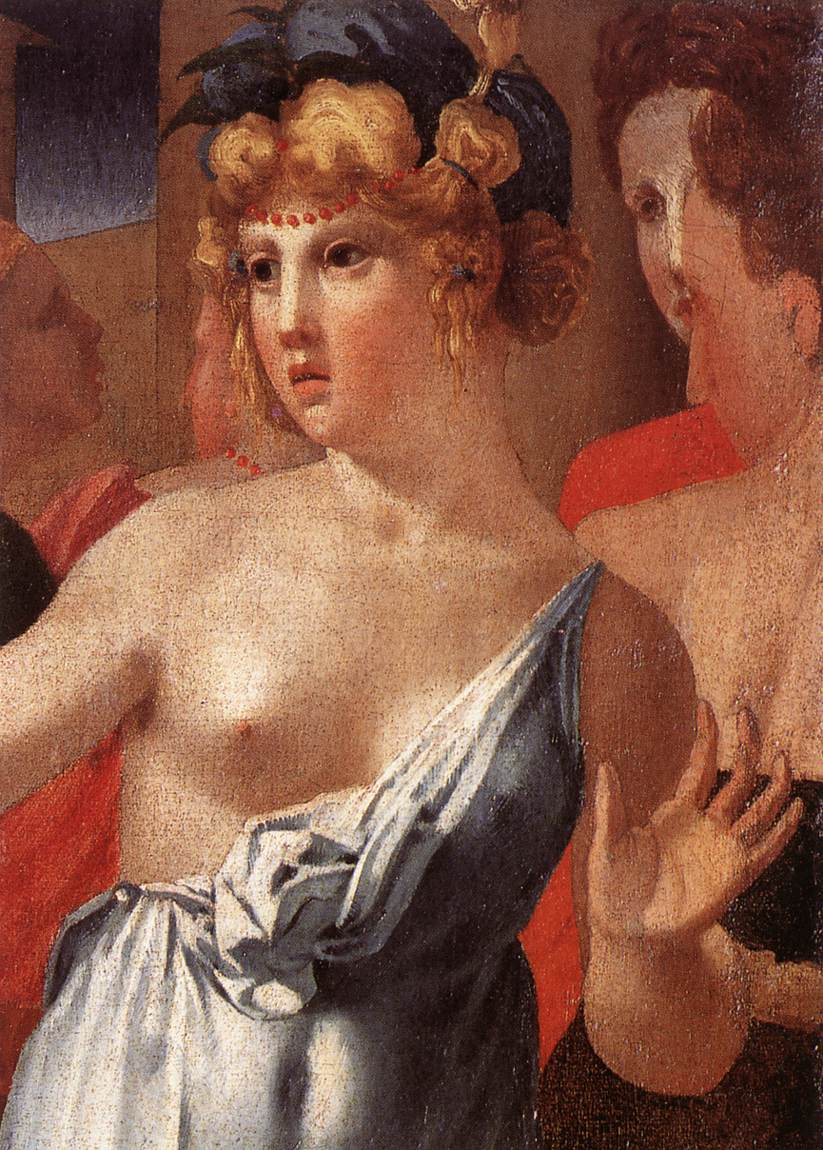
Dettaglio

Mosè difende le figlie di Jetro è un dipinto a olio su tela (160x117 cm) attribuito a Rosso Fiorentino, databile al 1523-1524 circa e conservato nella Galleria degli Uffizi di Firenze.

## Storia
L'opera venne descritta da Vasari come realizzata per Giovanni Bandini: «un quadro d'alcuni ignudi bellissimi in una storia di Mosè, quando ammazza l'Egizio [...] e credo che in Francia fosse mandato»; infatti l'opera è poi ricordata come inviata a Francesco I di Francia verso il 1530. La tela degli Uffizi è ricordata al Casino di San Marco già dal 1587, tra i beni di don Antonio de' Medici, nel 1632 pervenne in galleria. Venne associata alla menzione vasariana per la prima volta da Gaetano Milanesi. Non è chiaro però se sia l'originale tornato presto di Francia o una copia fedele, come ipotizzò Antonio Natali. Non è escluso infatti che l'originale sia perduto: le riflettografie del 1995 hanno infatti rinvenuto un disegno sottostante non eccelso, inoltre alcuni passaggi rivelano una certa sommarietà (soprattutto nei corpi maschili), se non una fattura dozzinale (le pecore) e con passaggi rimasti irrisolti (come la parte tra prato e pietra a metà del bordo sinistro). Lo stesso supporto su tela, mai usato dal pittore prima del soggiorno in Francia, fa sorgere dubbi.
La datazione al 1523 circa è legata alle affinità coloristiche con lo Sposalizio della Vergine nella basilica di San Lorenzo, anche se Goldschmidt e Pevsner suggerirono una datazione leggermente più tarda, magari del periodo romano. Sicuramente l'ideazione del dipinto fu influenzata dalla ricchezza di spunti per le figure nude in movimento del cartone di Michelangelo della Battaglia di Cascina, e dalla forza espressiva della Battaglia di Anghiari di Leonardo, opere entrambe destinate alla Sala del Maggior Consiglio in palazzo Vecchio a Firenze.
Ne esiste un pendant, quasi certamente copia da Rosso attribuita a Giovanni Antonio Lappoli, nel Museo nazionale di Palazzo Reale a Pisa, Rebecca al pozzo, già dipinta per Giovanni Cavalcanti e forse inviata alla corte di Enrico VIII d'Inghilterra: prima che partisse ne eseguì uno studio Francesco Salviati, oggi al Gabinetto dei Disegni e delle Stampe degli Uffizi (n. 14610F).

## Descrizione e stile
Vi è rappresentato l'episodio biblico dell'Esodo (I, 16-22) in cui le sette figlie di Ietro, un sacerdote della terra di Madian, vengono importunate da un gruppo di pastori madianiti mentre attingono l'acqua a un pozzo per abbeverare il gregge del padre. I malfattori vorrebbero approfittarsi delle fatiche delle giovani per dare invece da bere ai propri animali, ma l'intervento con minacce del giovane Mosè, seduto lì vicino, li fa desistere. In ricompensa Mosè riceverà poi in moglie una delle fanciulle, Sefora.
Le storie di Mosè erano popolari a Firenze anche per il circolo, in ambiente umanistico, della Vita di Mosè scritta da Filone Ebreo nel I secolo: Rosso doveva conoscere il testo, conservandone la connotazione filosofico moraleggiante.
L'opera presenta un impianto compositivo originalissimo, in cui il profeta ha un ruolo pienamente attivo e violento nello scacciare i pastori. Mosè appare infatti furioso e seminudo al centro, mentre infierisce sui corpi dei rivali. Secondo Mugnaini (1994), il dipinto includerebbe altri due avvenimenti del giovane Mosè, ovvero l'uccisione di un egizio che aveva assalito un ebreo suo fratello (ES I, 11-12) e Mosé che seda una rissa tra due ebrei (ES I, 13-15).
Il primo piano è un groviglio di corpi nudi arditamente scorciati, in cui spiccano la smorfia di dolore dell'uomo a destra, o quella di rabbia dell'uomo che sta accorrendo a sinistra con un velo gonfiato dal vento attorno al proprio corpo, una citazione dell'arte classica. Probabilmente è lo stesso Mosè, ancora, che si accingerebbe verso Sephora (col seno scoperto e la veste a effetto bagnato che aderisce alla pelle) annunciandole la cacciata dei pastori, mentre altre donne scappano ignorando l'accaduto. Vicino si vedono le pecore e il bordo del pozzo, raggiungibile da alcuni gradini appena accennati. In alto a destra, davanti a un lembo di cielo, si riconosce una fila di case. La figura sdraiata in primo piano, con il violento scorcio, sarà un'importante fonte di ispirazione per i manieristi fiorentini, come Bronzino.
La scena è sostanzialmente tripartita su tre livelli, ma la complessità dell'articolazione lega i piani con continui rimandi, sovvertendo i tradizionali equilibri rinascimentali. Colori complementari sono spesso giustapposti e varie sono le forme geometriche impiegate nelle superfici pittoriche: ciò contribuisce ad annullare il senso di profondità spaziale e di plasticità dei volumi, in direzione decisamente anticlassica.
Nell'opera sono comunque presenti mani non riferibili direttamente all'artista, forse necessarie per completare zone incompiute, forse autrici di una vera e propria copia dall'originale perduto del Rosso.

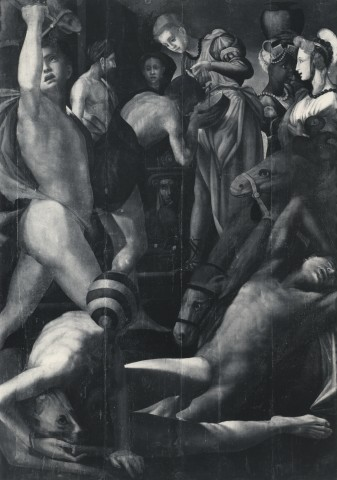
Rebecca al pozzo, da Rosso